# Gran Premio di superbike di Salt Lake City 2008
Il Gran Premio di superbike di Miller 2008 è la sesta prova del mondiale superbike 2008.

## Superbike
Le classifiche del Campionato mondiale Superbike sono le seguenti:

### Superpole
fonte:
I primi sedici piloti partecipano alla superpole i restanti si qualificano con il miglior tempo ottenuto nelle due sessioni di qualifica.
| Pos. | Nº  | Naz.                   | Pilota             | Squadra                        | Motocicletta        | Sess. 1  | Sess. 2  | Giri | Superpole | Tempo    | Gap   | Avg     |
| ---- | --- | ---------------------- | ------------------ | ------------------------------ | ------------------- | -------- | -------- | ---- | --------- | -------- | ----- | ------- |
| 1º   | 7   | Spagna (bandiera)      | Carlos Checa       | Hannspree Ten Kate Honda       | Honda CBR1000RR     | 1'49.732 | 1'49.482 | 41   | 1'48.193  | 1'48.193 |       | 163,275 |
| 2º   | 76  | Germania (bandiera)    | Max Neukirchner    | Alstare Suzuki                 | Suzuki GSX-R 1000   | 1'50.929 | 1'49.757 | 42   | 1'48.504  | 1'48.504 | 0.311 | 162,807 |
| 3º   | 21  | Australia (bandiera)   | Troy Bayliss       | Ducati Xerox                   | Ducati 1098 F08     | 1'49.394 | 1'49.821 | 42   | 1'48.604  | 1'48.604 | 0.411 | 162,657 |
| 4º   | 84  | Italia (bandiera)      | Michel Fabrizio    | Ducati Xerox                   | Ducati 1098 F08     | 1'49.872 | 1'50.013 | 42   | 1'48.800  | 1'48.800 | 0.607 | 162,364 |
| 5º   | 11  | Australia (bandiera)   | Troy Corser        | Yamaha Motor Italia WSB        | Yamaha YZF-R1       | 1'49.636 | 1'49.224 | 40   | 1'48.975  | 1'48.975 | 0.782 | 162,103 |
| 6º   | 111 | Spagna (bandiera)      | Rubén Xaus         | Sterilgarda Go Eleven          | Ducati 1098 RS 08   | 1'50.230 | 1'49.935 | 40   | 1'49.181  | 1'49.181 | 0.988 | 161,797 |
| 7º   | 55  | Francia (bandiera)     | Régis Laconi       | Kawasaki PSG-1 Corse           | Kawasaki ZX-10R     | 1'50.618 | 1'49.445 | 39   | 1'49.206  | 1'49.206 | 1.013 | 161,760 |
| 8º   | 34  | Giappone (bandiera)    | Yukio Kagayama     | Suzuki Alstare                 | Suzuki GSX-R 1000   | 1'50.135 | 1'50.117 | 41   | 1'49.394  | 1'49.394 | 1.201 | 161,482 |
| 9º   | 3   | Italia (bandiera)      | Max Biaggi         | Sterilgarda Go Eleven          | Ducati 1098 RS 08   | 1'51.077 | 1'50.268 | 46   | 1'49.479  | 1'49.479 | 1.286 | 161,357 |
| 10º  | 41  | Giappone (bandiera)    | Noriyuki Haga      | Yamaha Motor Italia WSB        | Yamaha YZF-R1       | 1'50.349 | 1'51.113 | 24   | 1'49.735  | 1'49.735 | 1.542 | 160,981 |
| 11º  | 96  | Rep. Ceca (bandiera)   | Jakub Smrž         | Guandalini Racing by Grifo's   | Ducati 1098 RS 08   | 1'49.758 | 1'50.825 | 43   | 1'49.784  | 1'49.784 | 1.591 | 160,909 |
| 12º  | 31  | Australia (bandiera)   | Karl Muggeridge    | D.F. Racing                    | Honda CBR1000RR     | 1'50.481 | 1'49.962 | 40   | 1'49.858  | 1'49.858 | 1.665 | 160,800 |
| 13º  | 10  | Spagna (bandiera)      | Fonsi Nieto        | Suzuki Alstare                 | Suzuki GSX-R 1000   | 1'49.895 | 1'49.738 | 42   | 1'49.942  | 1'49.942 | 1.749 | 160,677 |
| 14º  | 88  | Giappone (bandiera)    | Shūhei Aoyama      | Alto Evolution Honda Superbike | Honda CBR1000RR     | 1'50.413 | 1'49.947 | 44   | 1'50.007  | 1'50.007 | 1.814 | 160,583 |
| 15º  | 57  | Italia (bandiera)      | Lorenzo Lanzi      | R.G. Team                      | Ducati 1098 RS 08   | 1'51.353 | 1'50.279 | 38   | 1'50.446  | 1'50.446 | 2.253 | 159,944 |
| 16º  | 86  | Italia (bandiera)      | Ayrton Badovini    | Team Pedercini                 | Kawasaki ZX-10R     | 1'50.269 | 1'50.517 | 39   | 1'50.807  | 1'50.807 | 2.614 | 159,423 |
| 17º  | 83  | Australia (bandiera)   | Russell Holland    | D.F. Racing - Bertocchi        | Honda CBR1000RR     | 1'51.399 | 1'50.353 | 38   |           | 1'50.353 |       | 160,079 |
| 18º  | 100 | Giappone (bandiera)    | Makoto Tamada      | Kawasaki PSG-1 Corse           | Kawasaki ZX-10R     | 1'50.439 | 1'50.737 | 40   |           | 1'50.439 |       | 159,954 |
| 19º  | 43  | Stati Uniti (bandiera) | Jason Pridmore     | Alto Evolution Honda Superbike | Honda CBR1000RR     | 1'52.025 | 1'50.530 | 36   |           | 1'50.530 |       | 159,823 |
| 20º  | 23  | Giappone (bandiera)    | Ryūichi Kiyonari   | Hannspree Ten Kate Honda       | Honda CBR1000RR     | 1'51.637 | 1'50.624 | 40   |           | 1'50.624 |       | 159,687 |
| 21º  | 13  | Italia (bandiera)      | Vittorio Iannuzzo  | Team Pedercini                 | Kawasaki ZX-10R     | 1'52.300 | 1'50.762 | 34   |           | 1'50.762 |       | 159,488 |
| 22º  | 38  | Giappone (bandiera)    | Shin'ichi Nakatomi | YZF Yamaha                     | Yamaha YZF-R1       | 1'51.386 | 1'50.813 | 36   |           | 1'50.813 |       | 159,415 |
| 23º  | 36  | Spagna (bandiera)      | Gregorio Lavilla   | Ventaxia VK Honda              | Honda CBR1000RR     | 1'51.418 | 1'50.861 | 44   |           | 1'50.861 |       | 159,345 |
| 24º  | 194 | Francia (bandiera)     | Sébastien Gimbert  | Yamaha France Ipone GMT 94     | Yamaha YZF-R1       | 1'51.318 | 1'51.019 | 41   |           | 1'51.019 |       | 159,119 |
| 25º  | 54  | Turchia (bandiera)     | Kenan Sofuoğlu     | Hannspree Ten Kate Honda Jr.   | Honda CBR1000RR     | 1'51.229 | 1'51.154 | 41   |           | 1'51.154 |       | 158,925 |
| 26º  | 94  | Spagna (bandiera)      | David Checa        | Yamaha France Ipone GMT 94     | Yamaha YZF-R1       | 1'52.490 | 1'52.029 | 33   |           | 1'52.029 |       | 157,684 |
| 27º  | 77  | Francia (bandiera)     | Loic Napoleone     | Grillini PBR                   | Yamaha YZF-R1       | 1'53.224 | 1'52.430 | 42   |           | 1'52.430 |       | 157,122 |
| 28º  | 44  | Italia (bandiera)      | Roberto Rolfo      | Hannspree Honda Althea         | Honda CBR1000RR     | 1'53.804 | 1'52.458 | 37   |           | 1'52.458 |       | 157,083 |
| 29º  | 61  | Stati Uniti (bandiera) | Scott Jensen       | On The Throttle.TV             | Suzuki GSX-R1000 K8 | 1'53.939 | 1'52.601 | 40   |           | 1'52.601 |       | 156,883 |

### Gara 1
fonte:

#### Arrivati al traguardo
| Pos. | Nº  | Naz.                   | Pilota             | Squadra                        | Motocicletta        | Giri | Tempo     | Giro veloce | Velocità | Punti |
| ---- | --- | ---------------------- | ------------------ | ------------------------------ | ------------------- | ---- | --------- | ----------- | -------- | ----- |
| 1º   | 7   | Spagna (bandiera)      | Carlos Checa       | Hannspree Ten Kate Honda       | Honda CBR1000RR     | 20   |           | 1'50.091    | 299,2    | 25    |
| 2º   | 11  | Australia (bandiera)   | Troy Corser        | Yamaha Motor Italia WSB        | Yamaha YZF-R1       | 20   | +2.809    | 1'50.539    | 293,6    | 20    |
| 3º   | 84  | Italia (bandiera)      | Michel Fabrizio    | Ducati Xerox                   | Ducati 1098 F08     | 20   | +6.546    | 1'50.417    | 299,2    | 16    |
| 4º   | 76  | Germania (bandiera)    | Max Neukirchner    | Alstare Suzuki                 | Suzuki GSX-R 1000   | 20   | +7.764    | 1'50.255    | 299,2    | 13    |
| 5º   | 10  | Spagna (bandiera)      | Fonsi Nieto        | Suzuki Alstare                 | Suzuki GSX-R 1000   | 20   | +16.475   | 1'50.665    | 299,2    | 11    |
| 6º   | 96  | Rep. Ceca (bandiera)   | Jakub Smrž         | Guandalini Racing by Grifo's   | Ducati 1098 RS 08   | 20   | +17.126   | 1'50.552    | 296,8    | 10    |
| 7º   | 31  | Australia (bandiera)   | Karl Muggeridge    | D.F. Racing                    | Honda CBR1000RR     | 20   | +17.284   | 1'50.624    | 296,0    | 9     |
| 8º   | 34  | Giappone (bandiera)    | Yukio Kagayama     | Suzuki Alstare                 | Suzuki GSX-R 1000   | 20   | +17.416   | 1'50.629    | 298,4    | 8     |
| 9º   | 3   | Italia (bandiera)      | Max Biaggi         | Sterilgarda Go Eleven          | Ducati 1098 RS 08   | 20   | +18.117   | 1'51.062    | 296,8    | 7     |
| 10º  | 23  | Giappone (bandiera)    | Ryūichi Kiyonari   | Hannspree Ten Kate Honda       | Honda CBR1000RR     | 20   | +20.467   | 1'51.150    | 298,4    | 6     |
| 11º  | 57  | Italia (bandiera)      | Lorenzo Lanzi      | R.G. Team                      | Ducati 1098 RS 08   | 20   | +21.742   | 1'51.224    | 292,0    | 5     |
| 12º  | 54  | Turchia (bandiera)     | Kenan Sofuoğlu     | Hannspree Ten Kate Honda Jr.   | Honda CBR1000RR     | 20   | +27.533   | 1'51.110    | 300,8    | 4     |
| 13º  | 36  | Spagna (bandiera)      | Gregorio Lavilla   | Ventaxia VK Honda              | Honda CBR1000RR     | 20   | +32.609   | 1'51.597    | 296,8    | 3     |
| 14º  | 111 | Spagna (bandiera)      | Rubén Xaus         | Sterilgarda Go Eleven          | Ducati 1098 RS 08   | 20   | +33.165   | 1'51.014    | 295,2    | 2     |
| 15º  | 83  | Australia (bandiera)   | Russell Holland    | D.F. Racing - Bertocchi        | Honda CBR1000RR     | 20   | +34.182   | 1'51.775    | 296,0    | 1     |
| 16º  | 38  | Giappone (bandiera)    | Shin'ichi Nakatomi | YZF Yamaha                     | Yamaha YZF-R1       | 20   | +34.500   | 1'51.513    | 296,8    |       |
| 17º  | 86  | Italia (bandiera)      | Ayrton Badovini    | Team Pedercini                 | Kawasaki ZX-10R     | 20   | +36.155   | 1'51.500    | 296,0    |       |
| 18º  | 194 | Francia (bandiera)     | Sébastien Gimbert  | Yamaha France Ipone GMT 94     | Yamaha YZF-R1       | 20   | +41.685   | 1'52.119    | 286,7    |       |
| 19º  | 100 | Giappone (bandiera)    | Makoto Tamada      | Kawasaki PSG-1 Corse           | Kawasaki ZX-10R     | 20   | +43.579   | 1'52.272    | 293,6    |       |
| 20º  | 44  | Italia (bandiera)      | Roberto Rolfo      | Hannspree Honda Althea         | Honda CBR1000RR     | 20   | +54.195   | 1'52.690    | 289,7    |       |
| 21º  | 43  | Stati Uniti (bandiera) | Jason Pridmore     | Alto Evolution Honda Superbike | Honda CBR1000RR     | 20   | +1'00.388 | 1'52.478    | 283,7    |       |
| 22º  | 13  | Italia (bandiera)      | Vittorio Iannuzzo  | Team Pedercini                 | Kawasaki ZX-10R     | 20   | +1'02.104 | 1'52.399    | 292,0    |       |
| 23º  | 61  | Stati Uniti (bandiera) | Scott Jensen       | On The Throttle.TV             | Suzuki GSX-R1000 K8 | 20   | +1'09.953 | 1'53.771    | 284,5    |       |
| 24º  | 77  | Francia (bandiera)     | Loic Napoleone     | Grillini PBR                   | Yamaha YZF-R1       | 20   | +1'12.258 | 1'53.482    | 278,7    |       |

#### Ritirati
| Nº | Naz.                 | Pilota        | Squadra                        | Motocicletta    | Giri | Giro veloce | Velocità |
| -- | -------------------- | ------------- | ------------------------------ | --------------- | ---- | ----------- | -------- |
| 88 | Giappone (bandiera)  | Shūhei Aoyama | Alto Evolution Honda Superbike | Honda CBR1000RR | 14   | 1'51.444    | 296,0    |
| 94 | Spagna (bandiera)    | David Checa   | Yamaha France Ipone GMT 94     | Yamaha YZF-R1   | 6    | 1'52.978    | 283,7    |
| 41 | Giappone (bandiera)  | Noriyuki Haga | Yamaha Motor Italia WSB        | Yamaha YZF-R1   | 5    | 1'50.816    | 297,6    |
| 21 | Australia (bandiera) | Troy Bayliss  | Ducati Xerox                   | Ducati 1098 F08 | 4    | 1'50.332    | 297,6    |
| 55 | Francia (bandiera)   | Régis Laconi  | Kawasaki PSG-1 Corse           | Kawasaki ZX-10R | 4    | 1'51.011    | 293,6    |

### Gara 2
fonte:
Smrž viene squalificato perché è uscito in pista quando la pit lane era chiusa.

#### Arrivati al traguardo
| Pos. | Nº  | Naz.                   | Pilota            | Squadra                        | Motocicletta        | Giri | Tempo     | Giro veloce | Velocità | Punti |
| ---- | --- | ---------------------- | ----------------- | ------------------------------ | ------------------- | ---- | --------- | ----------- | -------- | ----- |
| 1º   | 7   | Spagna (bandiera)      | Carlos Checa      | Hannspree Ten Kate Honda       | Honda CBR1000RR     | 21   |           | 1'49.703    | 303,3    | 25    |
| 2º   | 76  | Germania (bandiera)    | Max Neukirchner   | Alstare Suzuki                 | Suzuki GSX-R 1000   | 21   | +3.547    | 1'50.064    | 303,3    | 20    |
| 3º   | 84  | Italia (bandiera)      | Michel Fabrizio   | Ducati Xerox                   | Ducati 1098 F08     | 21   | +6.613    | 1'49.887    | 307,6    | 16    |
| 4º   | 3   | Italia (bandiera)      | Max Biaggi        | Sterilgarda Go Eleven          | Ducati 1098 RS 08   | 21   | +7.878    | 1'50.268    | 300,8    | 13    |
| 5º   | 34  | Giappone (bandiera)    | Yukio Kagayama    | Suzuki Alstare                 | Suzuki GSX-R 1000   | 21   | +10.568   | 1'50.299    | 303,3    | 11    |
| 6º   | 41  | Giappone (bandiera)    | Noriyuki Haga     | Yamaha Motor Italia WSB        | Yamaha YZF-R1       | 21   | +11.539   | 1'50.316    | 301,6    | 10    |
| 7º   | 23  | Giappone (bandiera)    | Ryūichi Kiyonari  | Hannspree Ten Kate Honda       | Honda CBR1000RR     | 21   | +18.381   | 1'50.790    | 304,2    | 9     |
| 8º   | 10  | Spagna (bandiera)      | Fonsi Nieto       | Suzuki Alstare                 | Suzuki GSX-R 1000   | 21   | +20.646   | 1'50.688    | 304,2    | 8     |
| 9º   | 55  | Francia (bandiera)     | Régis Laconi      | Kawasaki PSG-1 Corse           | Kawasaki ZX-10R     | 21   | +21.264   | 1'50.760    | 293,6    | 7     |
| 10º  | 57  | Italia (bandiera)      | Lorenzo Lanzi     | R.G. Team                      | Ducati 1098 RS 08   | 21   | +24.863   | 1'51.060    | 296,0    | 6     |
| 11º  | 31  | Australia (bandiera)   | Karl Muggeridge   | D.F. Racing                    | Honda CBR1000RR     | 21   | +25.672   | 1'51.074    | 296,0    | 5     |
| 12º  | 86  | Italia (bandiera)      | Ayrton Badovini   | Team Pedercini                 | Kawasaki ZX-10R     | 21   | +31.711   | 1'51.051    | 296,8    | 4     |
| 13º  | 100 | Giappone (bandiera)    | Makoto Tamada     | Kawasaki PSG-1 Corse           | Kawasaki ZX-10R     | 21   | +35.628   | 1'51.380    | 296,8    | 3     |
| 14º  | 54  | Turchia (bandiera)     | Kenan Sofuoğlu    | Hannspree Ten Kate Honda Jr.   | Honda CBR1000RR     | 21   | +42.816   | 1'51.069    | 305,0    | 2     |
| 15º  | 36  | Spagna (bandiera)      | Gregorio Lavilla  | Ventaxia VK Honda              | Honda CBR1000RR     | 21   | +45.034   | 1'51.079    | 305,0    | 1     |
| 16º  | 44  | Italia (bandiera)      | Roberto Rolfo     | Hannspree Honda Althea         | Honda CBR1000RR     | 21   | +50.220   | 1'52.072    | 297,6    |       |
| 17º  | 194 | Francia (bandiera)     | Sébastien Gimbert | Yamaha France Ipone GMT 94     | Yamaha YZF-R1       | 21   | +50.653   | 1'51.816    | 292,8    |       |
| 18º  | 43  | Stati Uniti (bandiera) | Jason Pridmore    | Alto Evolution Honda Superbike | Honda CBR1000RR     | 21   | +51.188   | 1'51.610    | 290,5    |       |
| 19º  | 13  | Italia (bandiera)      | Vittorio Iannuzzo | Team Pedercini                 | Kawasaki ZX-10R     | 21   | +1'04.533 | 1'52.518    | 296,0    |       |
| 20º  | 61  | Stati Uniti (bandiera) | Scott Jensen      | On The Throttle.TV             | Suzuki GSX-R1000 K8 | 21   | +1'12.049 | 1'53.185    | 287,4    |       |
| 21º  | 77  | Francia (bandiera)     | Loic Napoleone    | Grillini PBR                   | Yamaha YZF-R1       | 21   | +1'19.221 | 1'53.080    | 285,2    |       |
| 22º  | 21  | Australia (bandiera)   | Troy Bayliss      | Ducati Xerox                   | Ducati 1098 F08     | 19   | +2 giri   | 1'49.826    | 301,6    |       |

#### Ritirati
| Nº  | Naz.                 | Pilota             | Squadra                        | Motocicletta      | Giri | Giro veloce | Velocità |
| --- | -------------------- | ------------------ | ------------------------------ | ----------------- | ---- | ----------- | -------- |
| 11  | Australia (bandiera) | Troy Corser        | Yamaha Motor Italia WSB        | Yamaha YZF-R1     | 16   | 1'50.334    | 303,3    |
| 88  | Giappone (bandiera)  | Shūhei Aoyama      | Alto Evolution Honda Superbike | Honda CBR1000RR   | 14   | 1'51.619    | 298,4    |
| 38  | Giappone (bandiera)  | Shin'ichi Nakatomi | YZF Yamaha                     | Yamaha YZF-R1     | 13   | 1'51.475    | 300,8    |
| 111 | Spagna (bandiera)    | Rubén Xaus         | Sterilgarda Go Eleven          | Ducati 1098 RS 08 | 5    | 1'50.442    | 299,2    |
| 83  | Australia (bandiera) | Russell Holland    | D.F. Racing - Bertocchi        | Honda CBR1000RR   | 1    |             |          |

#### Squalificato
| Nº | Naz.                 | Pilota     | Squadra                      | Motocicletta      | Giri | Giro veloce | Velocità |
| -- | -------------------- | ---------- | ---------------------------- | ----------------- | ---- | ----------- | -------- |
| 96 | Rep. Ceca (bandiera) | Jakub Smrž | Guandalini Racing by Grifo's | Ducati 1098 RS 08 | 4    | 1'51.134    | 292,8    |